# Dagen H
Dagen H (Ден Х), днес обикновено се нарича „Högertrhafikomläggningen“ („денят на промяната към дясната страна“), е 3 септември 1967 година, когато трафикът в Швеция преминава от движение от лявата страна на пътя към дясната. Буквата „H“ стои за „Högertrafik“ („Хьогертрафик“), шведската дума за „движение отдясно“. Това е най-голямото логистично събитие в историята на Швеция.

## История
Има няколко различни сериозни аргумента, пораждащи промяната:
- Всички съседи на Швеция (включвайки Норвегия и Финландия, с които Швеция има сухоземни граници) шофират отдясно и 5 милиона превозни пресичат тези граници всяка година.
- Около 90% от шведите карат превозни средства с ляв волан.[3] Това води до много челни сблъсъци при пътуване в тесните двулентови пътища, които са доста разпространени в Швеция, поради ниската гъстота на населението и интензивността на движението, правещи пътното строителство скъпо. Градските автобуси са от много малкото превозни средства, които отговарят на нормалното правило за волана, имайки десен волан.[4]

Въпреки това, промяната е доста непопулярна; На референдума от 1955 година, 83 на 100 гласуват за това, да се продължи шофирането отляво. Въпреки това, на 10 май 1963 г. в шведския парламент (Riksdagen) одобрява от министър-председателя Таге Ерландер предложението за въвеждането на дясното движение през 1967 година, тъй като броят на преводните средства се утроява – от 500 000 до 1,5 милиона и се очаква той да достигне 2,8 милиона през 1975 година. Държавният орган, известен като Statens Högertrafikkommission (HTK) („държавната комисия за дясно шофиране“) е създаден за надзор на прехода. Също така започва изпълнението на четиригодишна образователна програма, с препоръките и надзора на психолозите.
Кампанията включва рекламиране на Dagen Н логото на различни всекидневни предмети, включително кутии за мляко и бельо. Шведската телевизия провежда конкурс за песни за промяната; победителят е песента „Håll dig till höger, Svensson“ ('Дръж отдясно, Свенсон'), написана от един журналист на Expressen Питър Химелстранд и изпълнена от The Telstars.
С наближаването на Dagen H, всяко кръстовище е оборудвано с допълнителен брой стъблове и светофари, увити в черен найлон. Работниците се придвижват по улиците рано сутрин на Dagen H, за да отстранят покривалата. По същия начин, бъдещата маркировка е боядисана с бяла боя, след това покрита с черно тиксо. До Dagen H, шведските пътища са маркирани с жълти линии.

## Смяната
На Dagen H, неделя, 3 септември, целият несъществен трафик е забранен от 01:00 до 06:00. Всички участници в движението през това време са задължени да спазват специални правила. Всички превозни средства трябва да спрат напълно в 04:50, след това внимателно да се престроят към дясната страна на пътя и да спрат отново (за да се даде време на другите също да се престроят с цел избягване на сблъсък), преди да се позволи отново движение в 05:00 часа. В Стокхолм и Малмьо, обаче, забраната е по-дълга – от 10:00 часа в събота до 15:00 часа в неделя – за да може екипите да конфигурират кръстовищата. В някои други градове също важи продължителна забрана, от 15:00 часа в събота до 15:00 часа в неделя.

## Резултати
Сравнително плавният преход се натъква на временно намаляване на броя на злополуките. В деня на промените, само незначителни 157 инцидента са докладвани, от които само 32 включват травми, с малка част от тях сериозни. В понеделник след Dagen H, са документирани 125 пътнотранспортни произшествия, в сравнение с диапазона от 130 до 198 през предишните понеделници, и нито едно от тях не е смъртоносно. Експерти предполагат, че промяната в движението намалява инцидентите по време на изпреварване, тъй като хората вече карали возила с ляв волан и така имали по-добра видимост; освен това рязката промяна дава скок в рискованите ситуации и резултатът от това е по-внимателното поведение, което води до значително намаляване на фаталните произшествия. И наистина, това причинява рязък спад в катастрофите между превозните средства и тези с пешеходците. Бройката на застрахователните искове слиза надолу с 40%.
Тези първоначални подобрявания, обаче не продължават дълго. Броят на застрахователните искове се връща към „нормалното“ в рамките на следващите шест седмици, а до 1969 година броят на нещастните случаи се покачва до нивата отпреди промените.
Трамваите в центъра на Стокхолм, в Хелсингбори и повечето линии в Малмьо са отстранени и заменени с автобуси, и повече от хиляда нови автобуси са закупени с врати от дясната страна. Около 8000 стари автобуси са подобрени, за да разполагат с врати от двете страни, докато Гьотеборг и Малмьо изнасят старите си автобуси в Пакистан и Кения. Модификацията на автобусите, платена от държавата, е най-големият разход от промяната.
Въпреки че целият трафик в Швеция става десен, метрото и железопътните системи остават от лявата страна, с изключение на трамвайните системи. Също, много от тях са изоставени в резултат на Dagen H; само трамваите в Норшьопинг и Гьотеборг и три крайградски линии в област Стокхолм (Нокебибанан и Лидингьобанан) оцеляват. Гьотеборг има високи разходи за промяната на трамваите, докато Стокхолм са закупува автобусите, тъй като останалата част от линиите са двупосочни и возилата имат двустранни врати. Във всеки случай, повечето трамвайни линии в Стокхолм са заменени с метрото, решение, взето много преди Dagen H.
Друга скандинавска държава – Исландия, също променя движението си отдясно през май 1968 година, на ден, известен като H-dagurinn.